# Alexandra Nechita
Alexandra Nechita (Vaslui, 27 agosto 1985) è una pittrice statunitense di origine rumena.

## Biografia
Nacque a Vaslui, tre mesi dopo che suo padre, Niki Nechita, fuggì dalla Romania comunista.
Lei e sua madre, Viorica Nechita, aspettarono due anni per ricongiungersi con lui negli Stati Uniti. La famiglia si stabilì in California, dove il padre trovò lavoro come tecnico di laboratorio, e la madre come un gestore di un ufficio.
Dall'età di due anni iniziò a dipingere lavorando con penna e inchiostro ed a cinque anni ha iniziato a dipingere con gli acquerelli. Al suo settimo compleanno, olio e acrilico erano i suoi strumenti. Ha avuto la sua prima mostra personale a otto anni presso la biblioteca pubblica di Whittier, nella contea di Los Angeles.
Si laureò alla University of California (UCLA) nel 2008 in Fine Arts.
Il suo talento l'ha portata ad essere conosciuta come la "Piccola Picasso", in quanto i suoi lavori, per alcuni, ricordano quelli del grande pittore spagnolo; ed è stata conosciuta come una bambina prodigio fino alla tarda adolescenza.
Alexandra Nechita è nel Board of Selectors del Jefferson Awards for Public Service.

## Vita privata
Vive a Los Angeles. Nel gennaio 2014 ha sposato lo stilista Dimitri Tcharfas. La coppia ha una figlia.

## Onorificenze
- Le è stato dedicato un teatro alla Lutheran High School of Orange County della contea di Orange, che è stato il suo liceo; da allora esso è noto come il Nechita Center for the Arts. La sala ha 740 poltrone.